# Cayo (praenomen)
Cayo o Gayo (en latín: Caius o Gaius) es un praenomen o nombre personal latino, siendo uno de los nombres más comunes en toda la historia de Roma. La forma femenina es Caya o Gaya. El praenomen fue utilizado tanto por familias patricias como plebeyas y dio lugar a la gens patronímica Gavia. El nombre se abrevia regularmente C., basado en la ortografía original, Caius, que data del período anterior a la diferenciación de las letras "C" y "G". Invertido, Ɔ. representaba lo femenino, Gaya.
A lo largo de la historia romana, Cayo fue generalmente el segundo praenomen más común, después de Lucio. Aunque muchas familias prominentes no lo usaban en absoluto, estaba tan ampliamente distribuido entre todas las clases sociales que Gayo se convirtió en un nombre genérico para cualquier hombre y Gaya para cualquier mujer. Una ceremonia de boda familiar romana incluía las palabras, pronunciadas por la novia, ubi tu Gaius, ego Gaia ("como tú eres Gayo, yo soy Gaya"), a las que el novio respondió, ubi tu Gaia, ego Gaius. El nombre sobrevivió al colapso del Imperio romano de Occidente en el siglo V y continuó hasta los tiempos modernos.

## Origen y significado
El autor de De Praenominibus afirma que Gaius se deriva de la misma raíz que gaudere «regocijarse». Aunque diversas autoridades no identificadas a quienes consultó probablemente se basaron en la etimología popular, los estudiosos modernos generalmente están de acuerdo con esta derivación.
La forma original del nombre probablemente fue Gavius, en cuya forma también fue utilizada por los oscanos. Sin embargo, en latín ya había perdido la "uve" en el momento de las primeras inscripciones.
La existencia de la gens patronímica Gavia también indica la forma original del nombre, aunque se podría argumentar que el nombre de esta familia se deriva del praenomen osco Gavius. Pero como Gayo y Gavio aparentemente se basan en la misma raíz, esta distinción tiene una importancia limitada.
En la forma Cae, este praenomen también fue popular entre los etruscos, que tomaron prestados muchos nombres tanto del latín como del osco.